# Anna Edelheim
Anna Christina Charlotta Edelheim, född 3 januari 1845 i Helsingfors, död 25 maj 1904,  var en finlandssvensk journalist. Hon räknas som den kanske första journalisten av sitt kön i Finland.

## Karriär
Edelheim blev hemlärd och gick sedan Svenska fruntimmersskolan i Helsingfors. Hon fortsatte sedan som 16-åring att studera i Stockholm.
Edelheim spenderade mycket tid i St. Petersburg och i Italien. På 1870-talet skrev hon två romaner: Två bröders historia som utkom år 1877 i Helsingfors Dagblad och Fremlingens dotter som utkom år 1878 i Hufvudstadsbladet.
År 1886 började hon som journalist vid tidningen Finland(fi) vars huvudredaktör var Agathon Meurman. 
År 1888 (provnummer dec. 1887) var hon grundare, redaktör och utgivare för Finska Veckobladet(fi) som utkom en gång i veckan. Hon skrev modigt om religionsfrihet, avskaffande av nattvarden, borgerlig vigsel med mera.

## Privatliv
Anna Edelheim var dotter till senatorn Paul Henrik Edelheim(fi) och dennes maka Emilia Christina af Brunér, och syster till Frans Edvard Edelheim.